# グラーブ・シング
グラーブ・シング（Gulab Singh, 1792年10月18日 - 1857年6月30日） は、北インド、ジャンムー・カシュミール藩王国の初代君主（在位：1846年 - 1856年 ）。ジャンムー王国及びドーグラー朝の君主（在位：1822年 - 1856年）でもある。

## 生涯

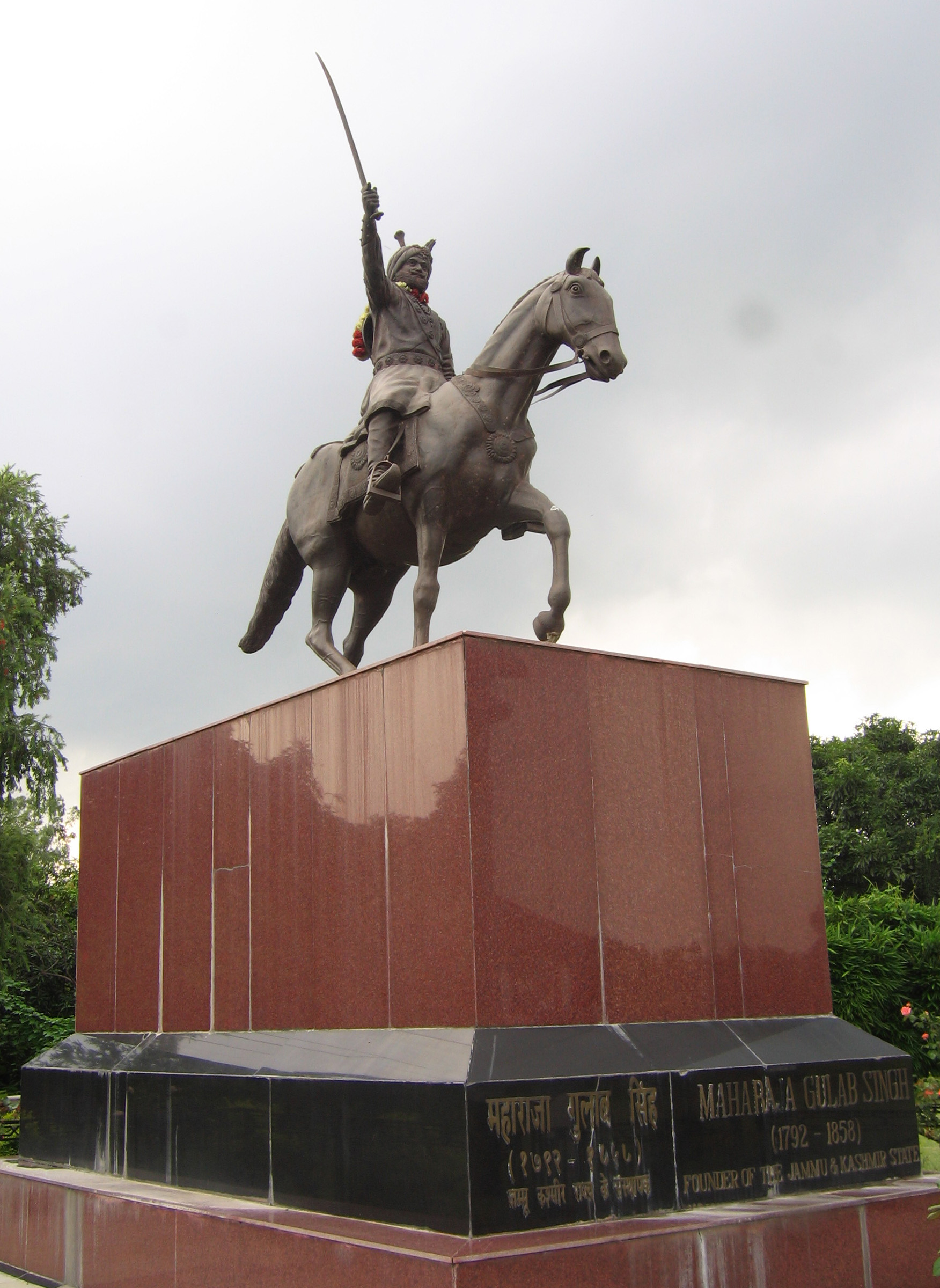
グラーブ・シング像

1792年10月18日、グラーブ・シングはジャンムー王国（ドーグラー朝）の君主（このときはまだ王ではない）キショール・シングの息子として生まれた。
1808年、シク王国のランジート・シングにより、ジャンムーが征服された。だが、ドーグラー朝はシク王国の封臣として、ジャンムーの統治を認められた。
1821年、グラーブ・シングはキシュトワールを征服した。また、同年にはシク軍の遠征に参加し、デーラー・ガーズィー・ハーンを奪取した
1822年、父王キショール・シングが死亡し、グラーブ・シングが王位を継承した。
1834年、グラーブ・シングはラダック地方を征服した。これにより、多数の難民がラダックかチベットへと逃げた。
1841年から1842年にかけて、シク王国の武将ゾーラーワル・シングがチベットに侵攻し、チベットおよび中国の清朝との間に戦争が発生した（清・シク戦争）。このとき、グラーブ・シングは兵を供給し、ドーグラー兵がシク軍の主力となったため、この戦争はドーグラー戦争とも呼ばれる。
1845年から1846年にかけて、第一次シク戦争が発生したが、グラーブ・シングはこの戦争ではイギリス側に味方し、和平に尽力した。その結果、彼はジャンムーの独立の支配者としてイギリスから認められた。
さらに、同年3月にグラーブ・シングはアムリトサル条約を締結して、シク王国からイギリスに割譲されたカシュミールの領有も認められた。彼はイギリスにカシュミールの代償として750万ルピーを払い、その総主権を認め、ここにジャンムー・カシュミール藩王国が形成された。
1856年2月20日、グラーブ・シングは退位し、藩王位は息子のランビール・シングが継承した。
1857年6月30日、グラーブ・シングはインド大反乱のさなか、シュリーナガルで死亡した。